# 광구권
광구권(petroleum licensing, exploration license), 채굴권, 또는 탐사권(석유사업권, 시추권, 허가증, 면허, 인가, 허가 등으로도 번역됨)은 기업이나 합작투자사가 (육지 또는 바다의 지리적 구역에 대한) 상업적으로 이용 가능한 매장물을 찾아 채굴하도록 허가하는 것을 의미한다.
자원 주권을 가진 각 국가에서 광구권 신청 기업을 심사하는 과정은 대개 광구권 분양이라고 불린다. 과정은 나라마다 천차만별이다. 가장 큰 차이점은 입찰·경매제(bid)인가, 양도제(grant)인가 하는 점이다. 입찰·경매제인 경우, 각 기업 또는 합작투자사는 한정된 기간 동안 석유를 탐사할 수 있는 권리를 취득하기 위해 입찰가를 제시한다. 가장 높은 입찰가가 권리를 취득하게 된다. 양도제인 경우, 광구권은 가장 관심이 높고 가장 높은 탐사 관련 능력을 보여주는 기업 또는 합작투자사에게 양도된다. 능력은 기업의 경험, (높은 투자를 포함한) 탐사 계획서, 석유탐사 경력 등이 포함된다.

## 광구권 분양국

### 노르웨이
노르웨이석유국(Norwegian Petroleum Directorate; 석유이사회, 자원관리국, 석유사업청, 석유위원회, 석유기구 등으로도 번역됨)이 권한을 준다. 노르웨이 대륙붕(NCS)은 1도/1도로 이루어진 사변형으로 나뉜다. 노르웨이가 나눈 광구는 영국 광구보다 크다. 위도상 15분, 경도상 20분(한 사변형에 12개의 광구가 포함됨)이다. 영국과 마찬가지로, 광구권이 취소된 지역을 재허가하는 과정에서 부분광구가 생겼다. 노르웨이 광구의 장점은 노르웨이 세금정책으로 인해 얻게 되는 경제적 이익이다. 노르웨이 세금제도는 탐사비용(직접 비용)의 78%를 비용 발생 연도 다음 해에 되돌려 주도록 규정하고 있다.

### 브라질
브라질의 국립석유청(National Petroleum Agency; 국가정유관리국, 국립석유에이전시, 석유가스청, 국가석유청, 석유기구, 석유공사 등으로도 번역됨)이 권한을 준다. 광구 이름은 BT 또는 BM으로 시작하고, 주를 나타내는 약어와 숫자로 끝난다. BT는 육지, BM은 해양을 의미한다.